# واناماسا (نیوجرسی)
واناماسا (به انگلیسی: Wanamassa) یک منطقهٔ مسکونی در ایالات متحده آمریکا است که در اوشن، نیوجرسی واقع شده‌است. واناماسا ۲٫۹۸۲ کیلومتر مربع مساحت و ۴٬۵۳۲ نفر جمعیت دارد و ۱۰ متر بالاتر از سطح دریا واقع شده‌است.